# 釈慈航
釈 慈航（しゃく じこう、1895年 - 1954年5月6日）は、中華民国の禅僧。

## 略歴
1895年、福建省建寧県に生まれる。父の艾炳元は私塾の教員。慈航が10歳の時に母が病死、2年後には父が病死した。舅父から生活を照応する。12歳の時、慈航は仏教に触れ始めた。
1912年、18歳で泰寧県峨眉峰にて出家得度。自忠和尚に師事。翌年秋季、江西省九江の能仁寺で具足戒を受ける。後、円瑛、諦閑、度厄に師事して学び、泉州開元寺、寧波天童寺、七塔寺、金陵棲霞山、安徽九華山、常州天寧寺、揚州高旻寺、浙江普陀山、天台県を遊学。1927年、廈門閩南仏学院に入学。1928年の秋季、安慶迎江寺住職に当選。
1930年、慈航は香港からミャンマーまで巡り、ヤンゴンの龍華寺に住す。1933年、中国仏学会を創設。1935年、上海に帰国。1936年、慈航は再び南洋を訪れる。シンガポール、マレーシアに仏法を宣揚する。慈航は相前後して創設した州菩提学院、ペナン州菩提学院や、シンガポール、セランゴール州、イポー、ペナン州、ムラカ州、クアラルンプール各地の仏学院、発行『中国仏学』月刊。1948年、ペナン州の極楽寺に住した。1948年の秋季、慈航は台湾に行ってきた、台湾仏学院を創設。後、汐止秀峰山彌勒内院を創設。1954年5月6日、彌勒内院にて示寂。